# Ingo Steinhöfel
Ingo Steinhöfel (Plauen, 29 maggio 1967) è un ex sollevatore tedesco orientale, poi tedesco a seguito della riunificazione della Germania.
Medagliato olimpico, mondiale ed europeo ha gareggiato principalmente nella categoria dei pesi medi (fino a 75/76/77 kg.).

## Carriera
Steinhöfel ha partecipato a cinque edizioni delle Olimpiadi, dal 1988 al 2004, eguagliando in tale primato il connazionale Ronny Weller e l'ungherese Imre Földi.
Ha vinto la medaglia d'argento alle Olimpiadi di Seul 1988 con 360 kg. nel totale, battuto dal bulgaro Borislav Gidikov (375 kg.).
Nelle altre competizioni olimpiche si è classificato 5° nel 1992 (347,5 kg.), 6° nel 1996 (347,5 kg.), 7° nel 2000 (350 kg.) e 13° nel 2004 (335 kg.).
Ai Campionati mondiali di sollevamento pesi ha conquistato la medaglia di bronzo nei pesi medi a Ostrava 1987 (345 kg.), un'altra medaglia di bronzo nei pesi massimi leggeri a Atene 1989 (377,5 kg.), edizione valida anche come Campionato europeo, e la medaglia d'argento nei pesi medi a Istanbul 1994 (362,5 kg.).
Ai Campionati europei ha ottenuto la medaglia di bronzo nei pesi massimi leggeri a Atene 1989 (377,5 kg) e la medaglia d'argento nei pesi medi a Rijeka 1997 (350 kg.).